# Gentiana carinicostata
Gentiana carinicostata là một loài thực vật có hoa trong họ Long đởm. Loài này được Wernham mô tả khoa học đầu tiên năm 1916.